# Aksu (distrito)
Aksu (em cazaque:  Ақсу ауданы, Aqsý aýdany) é um distrito de Almaty (região) no Cazaquistão. O centro administrativo do distrito é o assentamento de Zhansugirov. População: 40,242 (2013 estimativa); 38,839 (Resultados do Censo 2009); 45,004 (Resultados do Censo de 1999).